# Прянишников, Владислав Александрович
Владисла́в Алекса́ндрович Пря́нишников (род. 16 марта 1983, Симферополь) — украинский (до 2014 года) и российский спортсмен-стрелок, который специализируется на стрельбе по движущейся мишени. Дебютировал в 2001 году в возрасте 18 лет на Чемпионате Европы среди Юниоров который состоялся в г. Понтеведра (Испания) завоевав три золотых и одну серебряную медаль, установив личный рекорд Европы и Мира среди Юниоров, перебив предыдущий рекорд девятилетней давности, а новый рекорд Владислава в свою очередь перебил стрелок из России Блинов Александр через два месяца на кануне своего дня рождения и перехода в категорию взрослых. В карьере завоевал 18 золотых медалей (во взрослой категории "мужчины"), в том числе на чемпионатах Европы 8 раз занял первое место в личном зачёте и 7 раз занял первое место в командном зачёте. В 2008 год в городе Winterthur (Швейцария) установил рекорд Европы и Мира в личном зачёте набрав 393 очка и второй рекорд Европы и Мира в г.Марибор, Словения 2017 году в командном зачёте набрав командой 1739 очков. На Чемпионатах мира, 3 раза занимал первое место в командном зачёте а в личном зачёте занимал второе и два раза третье место. В 21 год Прянишников также попал в команду Украины на летние Олимпийские игры 2004 году г. Афины, где он финишировал седьмым в стрельбе по движущимся мишеням.  Прянишников набрал очень большое количество очков — 293, финишировав на 4-й позиции. Во втором круге набрал 282 очка, но в сумме набрал только 575 очков, набрав на 3 очка меньше, чем нужно было для прохождения в финал.. После чего в этом же году принял участие в Финале Кубка Мира в г. Бангкок (Таиланд) заняв второе личное место. Неоднократный чемпион Европы и  мира, Прянишников получил звание заслуженного мастера спорта в 2006 году по пулевой стрельбе.
С вхождением Крыма в состав России получил российское гражданство и стал представлять Россию. И уже 2014 году дебютировав стал чемпионом России который проходил с 28.09.2014 по 05.10.2014 г. Краснодар. С 2017 -  2020г.г. в составе сборной России завоевал 6 золотых медалей в командном зачете и одну золотую медаль в личном зачете на Чемпионатах Европы. А также на Чемпионате Мира в 2018 году в городе Чханвон, Южная Корея… Третье личное и Первое командное место.

Чемпионаты мира:
2006 Zagreb (CRO) Первое командное место Mixed. Второе ком место 10м mixed.
2008 Plzen (CZE) Третье личное место 10m 30+30.третье командное место 50m 30+30. первое ком место 10м 30+30. второе ком место 10м mixed.
2009 Heinola (FIN) Второе личное место 10m 30+30. третье ком место 10м 30+30.
2010 Munich (GER) третье командное место 10м 30+30.
2012 год Stockholm (SWE) Второе ком. место 50 метров в упр. mixed. третье ком. место 50м в упр. 30+30. второе ком. место 10м. в упр. mixed.второе ком. место 10м. в упр 30+30
31.08 - 12.09 2018 г.  Чханвон, Южная Корея… Третье личное и Первое командное место в упр. 30+30 10м.. и Второе командное место в упр.. mixed 10м. 
Чемпионат Европы:
2001 год г. Понтеведра (Испания)(Юниор) Первое личное место 10м 30+30 (Рекорд Европы и Мира), Первое командное место 10м 30+30. Второе личное место 10м mixed, Первое командное место 10м mixed.
2004 год Gyor (HUN)Второе ком место 10м 30+30.
2005 год Tallinn (EST) третье ком место.
2006 год Moscow (RUS) второе личное место 10м 30+30. Третье ком место 10м 30+30.
2007 год Deauville (FRA) первое личное и первое ком место 10м 30+30.Второе личное и ком место 10м mixed.
2008 год Winterthur (SUI) первое личное место и первое ком место 10м 30+30. первое личное и первое ком место 10м mixed. (рекорд Европы и Мира лично по настоящее время 393 очка)
2009 год Osijek (CRO) первое личное и второе ком место 50м mixed.
2010 год Meraker(Norway) , Третье командное место 10м mixed. Второе личное место 10м 30+30, Второе командное место 10м 30+30.
2011 год Brescia (ITA) первое личное и третье ком место 10м 30+30. Третье личное место 10м mixed.
2012 год Heinola-Vierumaki (FIN) Первое личное и третье ком место 10м в упр mixed.
2013 год Оденс Дания Первое личеое 10м 30+30, ком 3 место. Второе место 10м mixed личное, ком 2 место
2014 год Moscow (RUS) Второе место в личном зачете 10м mixed (385оч.) и Второе место в личном зачете 10м 30+30 
(г.Марибор, Словения, 6 – 12 марта 2017) третье личное место 577оч. и первое место командой 10м 30+30 (рекорд Европы и Мира командой  1739оч.) первое место командой 10м mixed 1153 оч.
(г.Дъер, Венгрия, 17 – 21 февраля 2018) второе место командой 10м 30+30, первое место командой 10м mixed.
(г.Осиек, Хорватия, 16 – 23 марта 2019) первое личное место 576оч. и первое место командой 10м 30+30.,  третье место личное 383оч. и третье место командой 10м mixed.
23.02-03.03.2020 год Вроцлав (Польша) первое командное место 10м 30+30. и второе ком место 10м mixed.
8 раз занял первое место в личном зачете. 7 раз занял первое место в командном зачёте.
Финал кубка мира
2004 год Bangkok (THA) второе место 10м в упр 30+30.
Олимпийские игры
2004 год Athens (GRE) седьмое место 10м в упр 30+30.